# جيري شتورم
جيري شتورم (بالإنجليزية: Jerry Sturm)‏ هو لاعب كرة القدم الكندية أمريكي، ولد في 31 ديسمبر 1936 في إنغليش في الولايات المتحدة.

## وصلات خارجية
- جيري شتورم على موقع مرجع كرة القدم المحترفة.كوم (الإنجليزية)